# Досифей (Мотика)
Митрополит Досифе́й (серб. Митрополит Доситеј, в миру — Деспот Мотика; род. 14 октября 1949, село Загони, община Олово, Босния и Герцеговина) — епископ Сербской православной церкви; митрополит Скандинавский.

## Биография
Родился 14 октября 1949 года в селе Загони, в общине Олово, в 57 км от Сараево, в республике Босния и Герцеговина и воспитывался в благочестии в многодетной семье Неди и Росы.
По окончании начальной школы он поступил в первый набор монашеской школы в Острожском монастыре, где проучившись с 1967 по 1969 годы, выпустился одним из лучших учеников.
Закончил духовную семинарию святого Арсения Сремца в Сремских Карловцах, а позднее — богословский факультет Белградского университета. Продолжил обучение в аспирантуре по специальности пастырская психология в которой провел три года на богословских факультетах в Регенсбурга (Германия) и Берна (Швейцария).
В 1970 году в Озренском монастыре был пострижен в монашество с наречением имени Досифей. В том же году епископ Зворницкий и Тузланский Лонгин (Томич) в монастыре Тавна где нёс служение духовника в годы студенчества на Богословском факультете, рукоположил его во иеродиакона и иеромонаха.
С 1985 по 1988 годы служил в Аргентине, где окормлял сербскую общину в Южной Америке и организовал Сербскую православную Миссию с тремя местами для богослужения и вместе с верующими построил храм в честь Рождества Пресвятой Богородицы в Буэнос-Айресе.
Позднее служил в Торонто, где исполнял должность секретаря епархиального управления Канадской епархии Сербского патриархата.
В 1989 году был избран патриаршим викарным епископом Марчанским. Архиерейский Собор Сербской православной церкви определил ему должность помощника епископа Западно-Европейского Лаврентия (Трифуновича). Архиерейская хиротония состоялась в древней Печской патриархии на заседании Архиерейского Собора в летний праздник святителя Николая 22 мая 1990 года.
1 декабря 1990 года на заседании Архиерейского Собора в Белграде была учреждена Британско-Скандинавская епархия, управляющим которой избран епископ Досифей.
В мае 2024 года решением Архиерейского Собора Сербской православной церкви Британско-Скандинавская епархия была разделена на две новые епархии: Скандинавскую, которую возглавил епископ Досифей, и Британско-Ирландскую.
Многократно бывал в России. Кроме родного сербского, владеет немецким и испанским языками.